# Phrurolithus sinicus
Phrurolithus sinicus là một loài nhện trong họ Phrurolithidae.
Loài này thuộc chi Phrurolithus. Phrurolithus sinicus được miêu tả năm 1982 bởi Zhu & Mei.